# 福井県道223号岡田深谷線
福井県道223号岡田深谷線（ふくいけんどう223ごう おかだふかたにせん）は福井県大飯郡おおい町と同県小浜市を結ぶ一般県道である。

## 路線概要
小浜市とおおい町の境に一箇所の分断区間を抱える点線県道である。また県道名は「岡田深谷線」となっているが、終点の正確な位置は深野側にある。市町境で分断しているため、ほぼ国道と集落、集落と集落を結ぶ独立した県道となってしまっているが、本来は小浜市とおおい町の旧名田庄村とを結ぶ役割を担う県道である。ちなみに県道指定は受けていないが、終点側からトレースした場合、端点から林道が伸びておりこの林道はおおい町の福井県道16号坂本高浜線に至っており、こちらを利用し小浜市からおおい町へ至る人は多くはないが見られる。
2021年（令和3年）度におおい町芝崎 - 小浜市小屋の道路改良を事業化。市町境部に直線的にトンネルを設ける計画となっている。完成するとおおい町役場から同町名田庄地域（旧遠敷郡名田庄村）中心部まで、大きく東になる小浜市街を通らず、かつ勾配の少ないルートが形成される。

### 路線データ
- 起点：福井県大飯郡おおい町岡田
- 終点：同県小浜市深野

## 通過する自治体
- 福井県
  - 大飯郡おおい町 - 小浜市

## 道路状況
おおい町内の起点附近は右左折が多くトレースしにくいが、小浜市内の区間は片側一車線の確保された計算できる道路である。住宅街を流れる川に沿って走っているため、クネクネはしているがそれほど問題にならない。ただし川側にガードレールが設置されていない。小浜市側の端点から伸びるふるさと林道小屋石山線は福井県道16号の石山坂峠附近に至るので利用する人はまま見られるが、県道指定区間よりも遥かに狭路になる。

## 接続道路
- 国道162号（終点）
- 福井県道1号小浜綾部線
- ふるさと林道小屋石山線

## 沿線
- 小浜市立中名田小学校